# Bulbophyllum meridense
Bulbophyllum meridense là một loài phong lan thuộc chi Bulbophyllum.